# 日本のIP電話
日本のIP電話（にほんのアイピーでんわ）は、2003年より電話番号が割り当てられたサービス（→#電話番号割り当て）が開始され、一般電話網からの直接着信が可能になり、ISPが提供するADSLやFTTH契約のオプション商品やセット商品として、提供されている。また、公衆交換電話網を利用せず、VoIP網を直接接続する動きもある。
電話番号計画として、市外局番から始まる加入電話と同じ番号（0AB - J番号という）と、050から始まる11桁番号がある。

## 利用状況
主な利用方法としては、
- 通常の市外局番のプライマリー電話で固定電話を置き換える。
- 050番号のセカンダリー電話を固定電話として併用して、通話料金を低減する。
- 非地理的番号である050番号をFMCに利用する（スマートフォンのインターネット電話など）。

などがある。
企業などでは、1人に1個ずつ人事異動で変更されない電話番号を割り当て顧客などからの問い合わせに直接応答するなど業務の効率化を目指した利用法もある。また、2005年頃から、大手企業の問い合わせ先窓口の電話番号にもIP電話が導入されるケースが登場した。
- 例
  - キヤノン・お客さま相談センター
    - インクジェットプリンター 050-555-90015
    - レーザープリンター 050-555-90061
    - デジタルカメラ 050-555-90002

  - ローランドお客様相談センター 050-3101-2555
  - 日本中央競馬会・開催情報 050-3116-7700
  - JR東日本・テレフォンセンター
    - 列車時刻、運賃・料金、空席情報 050-2016-1600
    - 忘れ物 050-2016-1601
    - その他 050-2016-1602

  - 法テラス（日本司法支援センター）
    - 本部事務所 050-3383-5333

電話番号の使用数（厳密な契約数ではない）は、0AB - J番号は2017年3月末には3,241万となり、050番号は2006年12月の1040万が最高で・2015年3月末に718万・2017年3月末に854万となった。

## 料金

### 初期費用
アクセス回線工事と同時の場合は、番号ポータビリティの手数料のみの追加の場合が多い。また、設定変更のたびごとに手数料が発生する場合が多い。

### 月額料金
月額料金 = アクセス回線料 + 電話基本料 + 専用機器レンタル料 + 電話番号追加数×単価 + 同時通話数×単価 + 付加機能料 - 割引
月額料金は、ADSLと加入電話（1回線）との合計と、FTTHとIP電話（1チャネル）との合計とが、ほぼ同水準である。付加機能には、アクセス回線ごとに料金がかかるものと電話番号ごとに料金がかかるものとがある。

### 通話料金
2015年現在、IP電話利用の通話料金には以下の特徴がある。とくに安価な遠距離・国際通話はコストを安くできるVoIPの特色になる。
- 「050番号」を通知した発信では、同一のIP電話基盤グループに契約の「050番号」IP電話への着信について通話料が無料となることが多い。また、「0AB - J番号」を通知した発信では、「050番号」「0AB - J番号」を問わず、同一事業者IP電話への着信についてのみ無料となることが多い。
- 固定電話・PHSに掛ける場合には、全国一律の通話料制をとるITSP（IP電話事業者）が多く、長距離通話料金は固定電話から掛けた場合に比べ大幅に安くなる。
  - なお、市内通話は固定→固定に比較して固定→IP電話は若干高くなり、また公衆電話→IP電話は大幅に高くなる。携帯電話・PHSからの発信は通常の固定電話宛の通話料と同水準である。海外から日本のIP電話に掛ける場合、多くは日本の固定電話に掛ける場合の通話料と同水準である。まれに携帯宛通話料が適用される事業者が存在する（スカイプアウト等）。
- 携帯電話への発信も中継電話のそれと同水準にある。
- PHSへの発信は市内のPHSにかけた場合と同水準である。2013年11月現在、0033モバイルサービスと同水準の料金である。
- 国際電話についても主要国に対してはおおむね安く、ITSPによってはアメリカへの通話が国内通話よりも安い（国際電話には消費税は課税されないため）サービスさえある。逆に、国によってはKDDI回線 (001) などよりも高くなる場合もある。

なお、これらは主に050番号のIP電話の場合であり、0AB - J番号のIP電話の場合は一部異なる場合がある。
- （従来の固定電話用）のLCR装置が機能していると、通話料の引き下げや無料・話し放題のメリットを享受できない場合がある。
- 050番号のIP電話でも、IP電話対応機器の設定を行うことで、同一市外局番（固定電話と異なり、同一MA・別MAを問わない）0AB - J番号の電話への市外局番が不要となる。例えば、固定電話では県外通話となる、同一市外局番の山梨県甲府MAと静岡県沼津MA(055)、富山MAと石川県金沢MA(076)、徳島MAと高知MA(088)の相互通話時に市外局番を省略して通話可能である。

| 発信元                   | 同一事業者 のIP電話 | 同一基盤他社 の050 IP電話 | その他の 050 IP電話 | 0AB - J IP電話 固定電話 | 携帯電話  | PHS       | 国際電話  |
| ------------------------ | ------------------- | ------------------------- | ------------------- | ----------------------- | --------- | --------- | --------- |
| 050番号 を通知するIP     | 無料                | 無料                      | 7.X円 /3分          | 8.X円 /3分              | 1X円 /1分 | 1X円 /1分 | XX円 /1分 |
| 0AB - J番号 を通知するIP | 無料                | 8.X円 /3分                | 8.X円 /3分          | 8.X円 /3分              | 1X円 /1分 | 1X円 /1分 | XX円 /1分 |

| 発信元   | 050のIP電話   | 0AB - JのIP電話 |
| -------- | ------------- | --------------- |
| 固定電話 | 10.X円 / 3分  | 固定電話と同一  |
| 公衆電話 | 10円 / 10.X秒 | 固定電話と同一  |

- 料金は、2015年現在の目安。

## 電話番号割り当て
2002年9月より、電気通信事業法および電気通信番号規則の条件を満たすIP電話網に電話番号が割り当てられている。条件は電気通信事業者が提供する部分についてのみ適用され、利用者の設置する部分（屋内）は利用者の責任とされている。
アクセス回線として光ファイバーインターネット接続・ケーブルテレビ・高速専用線を用いるIP電話サービスは通常の市外局番 (0AB - J) の割り当てが認められているものがある。しかし、ADSLを用いるものは、通話品質クラスAを満たさないと言う事で"050"の識別番号の割り当てが一般的である。IP回線のエラーレートの高低は、IP電話の通話品質に直接の影響がある。すなわち、ADSL上のIP電話はその他の回線に対して品質上、不利である。
インターネットを経由するものは電気通信事業者が通話品質 (QoS) に責任を持つことが不可能とされ、050または (0AB - J) の電話番号割り当ては認められていない。ただし、050番号の発着信をITSP上のIP電話サーバで扱い、当該サーバと利用者との間でインターネット電話的にVoIP接続することにより、050番号ながら（ユーザ末端において）プロバイダーフリーとしているサービスも一部にある。インターネットを利用した接続であることをトーキーまたは特定の呼び出し音で発信者に知らせることになっているが、行われていないものも多い。

### IP電話の品質クラス分類
| クラス | 相当品質   | R値 | 遅延時間 |
| ------ | ---------- | --- | -------- |
| A      | 固定電話並 | >80 | <100ms   |
| B      | 携帯電話並 | >70 | <150ms   |
| C      | 通話可能   | >50 | <400ms   |

- 呼損率 : 全ての区分について ≦0.15

なお、R値・呼損率は、95%以上の確率で満たさなければならない。

### セカンダリ電話
通話品質クラスC以上で電話番号と設置場所の対応がとれないシステムは、050の識別番号の割り当てを受けることができる（次の「プライマリ電話」の項に示されている条件を満たさないと、通常の市外局番 (0AB - J) の割り当ては受けられない）。また、その多くは固定電話と併用して利用する「セカンダリ電話」（「第二電話」）とされる。特に、個人向け等（セカンダリ電話で050番号）の物については以下のような制限がある。なお法人向けのIPセントレックスなどでも050番号は使われているが、こちらは仕様が異なる。
050番号のIP電話サービスは、（専用IP網上で）通話品質クラスC以上が条件ではあるが、基本的に回線の帯域保証はなくベストエフォートである（通話セッション数の保証を含む。ただしインターネット経由と言う意味ではない）。そのため、回線の（一時的な）切断、ノイズ（特にADSL）や輻輳などが原因で、またさらには、回線事業者やISP (ITSP) における障害やメンテナンスなどが原因で、IP電話の掛け受けが出来なかったり、雑音が入ったりする可能性もある。
セカンダリ電話のIP電話では、サービスの利用可否に細かい区分がある。特に光ファイバーインターネット接続などに切り替えて、固定電話の利用を止めた場合に問題が顕在化することも多い。これらの利用可否は、技術的・制度的なものではなく、事業者側が、設備投資等の営業上の理由等から、固定電話の併用を前提とし、各種電話網との相互接続やサービス提供を実施していないためである。
- 利用できるサービス
  - 固定電話との発着信（※一部の直収電話を除く）
  - 携帯電話・PHSとの発着信（※一部のPHS事業者を除く）
  - 国際電話との発着信（※国際着信ができないものもある）
  - IP電話 (0AB - J) との発着信（※一部のIP電話 (0AB - J) を除く）
  - IP電話 (050) との発着信（※IP電話網間が相互接続《通話料無料または有料》されている場合に限る）
  - ブラステルに限る：0120,0800への発信
  - OCNドットフォンに限る：ntt　comが発行する0120,0570番への発信
- 利用できないサービス（※一部事業者で一部可能なものもある）
  - 110/118/119番を始めとする各種特番 (1xx)
  - フリーダイヤル類 (0xx0,brastelでは0120,0800への発信はOK)
  - 電話付加機能（キャッチホン他）
  - 自動船舶電話
  - 船舶電話
  - 衛星電話

これらの番号の通話はNTT電話網を使用して通話することができる。ただし通話料がかかる。強制的に0を4回付けると自動的にNTT電話網から通話できる。この方法はIP電話が停電又は故障の場合の方法である。ただし契約電話会社から通話料あり。
※サービスの利用可否、および利用可否の一部除外対象は、それぞれIP電話事業者ごと、および除外対象事業者との組み合わせごとに異なる。
なお2003年から2005年にかけて、セカンダリ電話であるような050のIP電話において、緊急通報（110/118/119番など）を可能とするような技術的・制度的検討が総務省等でなされている。

#### 電話番号の割り当て
事業者識別番号（050-CDEF-GHJKのうち、CDEFの部分）は以下の通り。
なお追加割り当てや事業譲渡で得た番号があるため、同一事業者でも番号が不連続になっている。
| CDEF                                                                                           | 事業者                   |
| ---------------------------------------------------------------------------------------------- | ------------------------ |
| 1000∼1812 2000∼2036                                                                            | ソフトバンク             |
| 1820∼1879                                                                                      | コムスクエア             |
| 2300                                                                                           | ハイスタンダード         |
| 2310                                                                                           | メディアアドベンチャー   |
| 2403 3300∼3862 3900 5540∼5566 8600∼8601                                                        | NTTコミュニケーションズ  |
| 3000∼3102 3104 3106∼3129 3131∼3194 3196∼3203 3205∼3208                                         | KDDI                     |
| 4462∼4464 6860∼6893                                                                            | ZIPTelecom               |
| 4560∼4563                                                                                      | Coltテクノロジーサービス |
| 5000 5004∼5005 5200∼5202 5204∼5205 5207∼5208 7000∼7001                                         | アイテック阪急阪神       |
| 5050∼5059                                                                                      | アイ・ピー・エス         |
| 5210∼5539 5570∼5609 5777∼5899 8000∼8007 8009∼8014 8016 8019∼8022 8026∼8027 8030∼8031 8034∼8038 | 楽天モバイル             |

| CDEF | 事業者                           |
| --- | -------------------------------- |
| 6619∼6622 | QTnet                            |
| 7100∼7134 | オプテージ                       |
| 7300∼7303 7500∼7508 7510∼7513 7515∼7522 7524∼7530 7532 7534∼7535 7567∼7544 7546∼7547 7550∼7551 7554∼7555 7558∼7562 7566∼7568 7570∼7587 | フリービット                     |
| 7770∼7777 | 中部テレコミュニケーション       |
| 7787∼7789 | 東北インテリジェント通信         |
| 8008 8015 8017∼8018 8023∼8025 8028∼8029 8032∼3023 8200∼8203                                                                            | エネルギア・コミュニケーションズ |
| 8800∼8810 | STNet                            |
| 8880∼8892 | アルテリア・ネットワークス       |
| 9000-9015 | NTTドコモ                        |

### プライマリ電話
次の条件を満たすものは、通常の市外局番 (0AB - J) の割り当てを受ける。その多くは固定電話を代替する「プライマリ電話」（「第一電話」）とされる。
- IP加入者網を直接収容し、電気通信事業者自身が相互接続用交換設備を管理する。
- 0AB-J IP電話の通話品質に係る技術基準を順守する。
- 電話番号と発信場所を対応させ、利用者が変更できないような構成とする。
- 確実な需要に基づいた電話番号・サービスの提供計画を示す。
- 110番や118番、119番などへの緊急通報用電話番号に対応する（総務大臣が特に認めた場合、緊急通報対応の固定電話の併用を条件に、緊急通報に対応しないサービスを提供できる）。

2015年11月27日より、0AB-J IP電話の品質要件が変更された。
| 事業用電気通信設備規則に定める品質要件 | 事業用電気通信設備規則に定める品質要件 | 0AB - J | 050                                                    |
| -------------------------------------- | -------------------------------------- | --- | ------------------------------------------------------ |
| FAX 35条の9                            | FAX 35条の9                            | ファクシミリによる送受信が正常に行えること                                                                   | -                                                      |
| 接続品質 35条の10                      | 呼損率                                 | 0.15以下 国際電話発信は0.1以下、国際電話着信は0.11以下                                                       | 0.15以下 国際電話発信は0.1以下、国際電話着信は0.11以下 |
| 接続品質 35条の10                      | 呼出音の通知までの時間                 | 30秒以下 | 30秒以下                                               |
| 総合品質 35条の11                      | 端末設備等相互間の平均遅延             | 150ミリ秒未満                                                                                                | 400ミリ秒未満                                          |
| 総合品質 35条の11                      | R値                                    | - | 50を超える値                                           |
| ネットワーク品質 35条の12              | 平均遅延                               | UNI-UNI間 70ミリ秒以下 UNI-NNI間 50ミリ秒以下                                                                | -                                                      |
| ネットワーク品質 35条の12              | 平均遅延のゆらぎ                       | UNI-UNI間 20ミリ秒以下 UNI-NNI間 10ミリ秒以下                                                                | -                                                      |
| ネットワーク品質 35条の12              | パケット損失率                         | UNI-UNI間 0.5%未満 UNI-NNI間 0.25%未満                                                                       | -                                                      |
| 安定品質 35条の13                      | 安定品質 35条の13                      | 総務大臣が別に告示するところに従い、音声伝送役務の安定性が確保されるよう必要な措置が講じられなければならない |                                                        |

「音声パケットの優先制御」及び「音声とデータの帯域分離」をアナログ電話用設備と同等の安定性確保のための具体的な措置として定めた。
ソフトバンク提案のベストエフォート網で、自社網内の品質測定用サーバと端末設備（TA）との間の通信品質を10分以下の間隔で定期的に監視し、最悪値・95%最悪値・平均値及び中央値を報告し、一定以上の品質低下を検知した際代替回線による迂回を実施する方式も認められた。
2005年、NTT東・西の「ひかり電話」およびKDDIの直収IP電話である「メタルプラス」、QTNet・「BBIQ光電話」が、対応していると謳いながらも、一部地域で未対応など完全には対応していない状況でサービス提供を開始するなどの問題があったとして、総務省から行政指導を受けた。
NTT東西の固定電話の番号をそのまま継続使用できる「番号ポータビリティ」がある。しかし、事業者の営業上の競合関係の直収電話と同様に、利用できなくなるサービス・電話番号なども一部に残る。（ただし、IP電話は停電時に不通になると言う短所もある一方、長距離の通話料が相対的に低めに設定してあると言う長所もある。）
導入のメリット・デメリットその他は直収電話の項目も参照。
また、一部のプライマリ電話のIP電話サービスにおいても、フリーダイヤルのような着信課金電話番号（提供事業者によりサービス名は異なる）の着信先回線としての設定が可能になった。
緊急通報に対応しない (0AB - J) 電話番号を複数割り当て可能な複数チャネルの企業向けのサービスとしては、2003年7月にフュージョン・コミュニケーションズが直収IP固定電話サービスを、10月にはフォーバルがFTフォンを、開始した。
個人でも加入可能な、緊急通報対応の複数チャネル・複数番号サービスは、2005年4月にJ:COM札幌のJ:COM PHONE、5月にSTNetのピカラ光でんわ、11月にNTT東・西のひかり電話、2006年9月に中部テレコミュニケーションのコミュファ光電話、2007年1月に九州通信ネットワークのBBIQ光電話、4月にケイ・オプティコムのeo光電話で開始された。これは、個人や小規模商店のISDNの完全置き換えを目的としたものである。

## 日本のIP電話事業者
IP電話サービスを提供する事業者をITSP (Internet Telephony Service Provider) と呼ぶ。インターネットサービスプロバイダ (ISP)を兼業している事業者と、ITSP基盤提供専業の事業者とがある。050番号のもの・0AB - JのCATVにおいて、基幹IP電話基盤（IP電話の幹線網・IP電話サーバ/ゲートウェイ交換機・課金システムなどの総合システム）提携で、ISPが無料通話グループとなっている場合がある。
ADSLやFTTHにおいてはアクセス回線事業者とISPとが別々で2者に分かれている場合があるが、そのブロードバンドサービス上で利用できるIP電話サービスについても同様に、ITSPが別の事業者に分かれている場合もある。合わせて3つの別々の事業者によりサービスが提供される場合があり、少々複雑になる。
NTT東・西のひかり電話・光回線サービスの卸売を利用したものは、0AB - J番号と、050番号とで基盤提供事業者が別の場合もある。

### 0AB - J IP電話基盤
| IP電話基盤         | 電気通信事業者                   | 無料通話先 | 個人向け0AB - J 付加サービス | 個人向け0AB - J 付加サービス | 個人向け0AB - J 付加サービス | 個人向け0AB - J 付加サービス | 個人向け0AB - J 付加サービス | 個人向け0AB - J 付加サービス | 個人向け0AB - J 付加サービス | 個人向け0AB - J 付加サービス | 1接続回線あたりの最大割当数 | 1接続回線あたりの最大割当数 | 1接続回線あたりの最大割当数   | 1接続回線あたりの最大割当数   | 1接続回線あたりの最大割当数     | 1接続回線あたりの最大割当数     | ダイヤルイン | ＩＰセントレックス | ＦＭＣ | 着信課金サービス着信 | 備考                                                       |
| IP電話基盤         | 電気通信事業者                   | 無料通話先 | 050番号付加                  | 着信電話番号表示             | 非通知着信拒否               | 迷惑電話おことわり           | キャッチホン                 | キャッチホンディスプレイ     | 着信転送                     | 着信お知らせメール           | 個人0AB - J                 | 個人0AB - J                 | 中小事業所 アクセスライン共有 | 中小事業所 アクセスライン共有 | 大規模事業所 アクセスライン専有 | 大規模事業所 アクセスライン専有 | ダイヤルイン | ＩＰセントレックス | ＦＭＣ | 着信課金サービス着信 | 備考                                                       |
| IP電話基盤         | 電気通信事業者                   | 無料通話先 | 050番号付加                  | 着信電話番号表示             | 非通知着信拒否               | 迷惑電話おことわり           | キャッチホン                 | キャッチホンディスプレイ     | 着信転送                     | 着信お知らせメール           | 番号                        | 同時通話                    | 番号                          | 同時通話                      | 番号                            | 同時通話                        | ダイヤルイン | ＩＰセントレックス | ＦＭＣ | 着信課金サービス着信 | 備考                                                       |
| ------------------ | -------------------------------- | ---------- | ---------------------------- | ---------------------------- | ---------------------------- | ---------------------------- | ---------------------------- | ---------------------------- | ---------------------------- | ---------------------------- | --------------------------- | --------------------------- | ----------------------------- | ----------------------------- | ------------------------------- | ------------------------------- | ------------ | ------------------ | ------ | -------------------- | ---------------------------------------------------------- |
| ひかり電話         | NTT東・西とその提携事業者        |            |                              | ○                            | ○                            | ○                            | ○                            | ○                            | ○                            | ○                            | 5                           | 2                           | 32                            | 8                             | 7000                            | 300                             | ○            | ○                  | ○      | *                    | *非対応の事業者あり                                        |
| 電力系通信事業者   | STNet                            | 有         | ◎                            | ◎                            | ◎                            | ◎                            | ○                            | ○                            | ○                            |                              | 2                           | 2                           | 複数                          | 24                            | 複数                            | 46                              | ○            | ○                  | ×      | *                    | *NTTコミュニケーションズ・KDDI・ソフトバンクのサービスのみ |
| 電力系通信事業者   | エネルギア・コミュニケーションズ | 有         | ○                            | ○                            | ○                            | ○                            | ○                            | ○                            | ○                            |                              | 2                           | 2                           | 32                            | 16                            |                                 |                                 | ○            | ○                  | ×      | ×                    |                                                            |
| 電力系通信事業者   | 九州通信ネットワーク             | 有         | ○                            | ○                            | ○                            | ○                            | ○                            |                              | ○                            |                              | 2                           | 2                           | 32                            | 16                            | 264                             | 276                             | ○            | ○                  | ×      | *                    | *ソフトバンクのサービスのみ                                |
| 電力系通信事業者   | オプテージ                       | 有         | ○                            | ○                            | ○                            | ○                            | ○                            | ○                            | ○                            |                              | 2                           | 4                           | 32                            | 16                            | 複数                            | 46                              | ○            | ○                  | ○      | *                    | *KDDI・ソフトバンクのサービスのみ                          |
| 電力系通信事業者   | 中部テレコミュニケーション       | 有         | ○                            | ○                            | ○                            | ○                            | ○                            |                              | ○                            | ○                            | 2                           | 2                           | 100                           | 16                            |                                 |                                 | ○            | ○                  | ×      | *                    | *非対応の事業者あり                                        |
| 電力系通信事業者   | 東北インテリジェント通信         | 有         |                              |                              |                              |                              |                              |                              |                              |                              |                             |                             |                               |                               | 複数                            | 複数                            | ○            | ×                  | ×      |                      |                                                            |
| 電力系通信事業者   | 北陸通信ネットワーク             | 有         |                              |                              |                              |                              |                              |                              |                              |                              |                             |                             |                               |                               | 複数                            | 複数                            | ○            | ×                  | ×      |                      |                                                            |
| 電力系通信事業者   | 楽天コミュニケーションズ         | 有         |                              |                              |                              |                              |                              |                              |                              |                              |                             |                             |                               |                               | 複数                            | 複数                            | ○            | ○                  | ○      | *                    | *楽天のサービスのみ                                        |
| KDDI光ダイレクト   | KDDI                             | 有         |                              |                              |                              |                              |                              |                              |                              |                              |                             |                             |                               |                               | 複数                            | 500                             | ○            | ○                  | ○      | *                    | *KDDIのサービスのみ                                        |
| auひかり           | KDDI                             | 有         | ○                            | ○                            | ○                            | ○                            | ○                            | ○                            | ○                            | ◎ *1                         | 2                           | 2                           | 500                           | 8                             |                                 |                                 | ○            | ×                  | ×      | *2                   | *1auのみ *2KDDIのサービスのみ                              |
| ケーブルプラス電話 | J:COM                            | 有         | ×                            | ○                            | ○                            | ○                            | ○                            | ○                            | ○                            | ◎ *1                         | 1                           | 1                           |                               |                               |                                 |                                 | ×            | ×                  | ×      | *2                   | *1auのみ *2KDDIのサービスのみ                              |
| ホワイト光電話     | ソフトバンク                     | 有         | ×                            | ○                            | ○                            | ○                            | ○                            |                              | ○                            |                              | 1                           | 1                           |                               |                               |                                 |                                 | ×            | ×                  | ×      |                      | フレッツ網で提供                                           |
| ケーブルライン     | ソフトバンク                     | 有         | ×                            | ○                            | ○                            | ○                            | ○                            |                              | ○                            |                              | 1                           | 1                           |                               |                               |                                 |                                 | ×            | ×                  | ×      |                      |                                                            |
| Arcstar IP Voice   | NTTコミュニケーションズ          | 有         |                              |                              |                              |                              |                              |                              |                              |                              |                             |                             |                               |                               | 複数                            | 複数                            | ○            | ○                  | ○      | *                    | *NTTコミュニケーションズのサービスのみ                     |
| UCOM光             | アルテリア・ネットワークス       | 有         |                              |                              |                              |                              |                              |                              |                              |                              |                             |                             |                               |                               | 1000                            | 200                             | ○            | ×                  | ×      | ○                    | アクセスライン占有型                                       |

- ◎は、無料オプション。

（注1）グループが異なっていても、掛ける方向によっては無料の場合がある。

### 050 IP電話基盤
| IP電話基盤              | 電気通信事業者 | 備考                                           |
| ----------------------- | -------------- | ---------------------------------------------- |
| NTTコミュニケーションズ | グループ各社   |                                                |
| KDDI IP電話             | 提携事業者     |                                                |
| BBフォン                | ソフトバンク   |                                                |
| NTTドコモ               | NTTドコモ      | ホームU では、090、080の携帯電話番号付加が可能 |

- 個人向けの050番号の場合の、同時通話・電話番号割り当てとも最大数は1のものがほとんどである。

（注1）グループが異なっていても、掛ける方向によっては無料の場合がある。
050のものについて、ITSPの名称（一部には、複数のITSPから選択できる場合もある。@niftyやBIGLOBEなど）を明示し、ユーザに対してIP電話の通話料をISPが徴収代行する事が多い。
2010年代、スマートフォンのインターネット電話・プロバイダフリーのIP電話への050番号付与が行われるようになった。
ADSLサービスでは050 IP電話用の機器が標準添付のものもあったが、光回線で050 IP電話サービスを使おうとすると専用の機器や付加オプション料金が必要な場合が出てきている。
2015年時点でサービス開始から10年前後経過し、（0AB-J）番号のIP電話の普及による加入者減少・代替または推進サービスと重複することなどを理由に、050 IP電話サービスの終了またはその予定が表明され始めている。
- NTT-ME IP電話 2018年3月31日サービス終了。[10]
  - ASAHIネット IP電話F - NTT-MEのVoIPバックボーンサービス終了に伴い。[11]
- NTTぷらら IP網
  - @niftyフォン-F - 2017年7月24日サービス終了[12]
- KDDI-IP電話基盤「050番号サービス」2016年6月30日サービス終了。
  - メタルプラス電話 - ADSLサービス「ADSL one」のサービス終了に伴い。[13]
  - @niftyフォン-K - KDDI-IP電話基盤のサービス終了に伴い。[14]
  - BIGLOBEフォン(KD) - KDDI-IP電話基盤のサービス終了に伴い。[15]
- ケーブルプラス電話を提供するジュピターテレコム・ジャパンケーブルネット傘下のCATV事業者におけるサービス - ケーブルプラス電話と競合するため。
- ぷらら基盤のフォンforフレッツ
  - AOLフォン for フレッツ2013年3月31日サービス終了[16]

### 日本のITSPの概要
主要ITSP（グループ）と、そのITSP（IP電話基盤）につき対応・提供する主要ISPのうち、主要なものを以下に列挙する。
- NTT東・西のひかり電話
  - 2015年4月から光回線サービスの卸売開始。
- 電力系通信事業者・楽天コミュニケーションズ（東京電力系の旧フュージョンコミュニケーションズ）・KDDI（東京電力系の旧パワードコム）基盤 : 電力系通信事業者のアクセス回線で主に提供される。
- ケーブルプラス電話、J:COM PHONE プラス : 地場のCATVインターネット事業者基盤
  - ジュピターテレコム・イッツ・コミュニケーションズ・KMN・JWAY
- NTTコミュニケーションズ・ぷらら・NTT-ME基盤 : NTT東・西のフレッツおよびTOKAIコミュニケーションズのADSLで提供される。
  - ASAHIネット
  - OCN
  - So-net
  - ドリーム・トレイン・インターネット
  - @nifty (@nifty フォン-C)
  - Hi-Ho
  - BIGLOBE
  - BB.excite
  - 長野県協同電算
- NTTドコモ
  - ホームU
  - ビジネスmoperaIPセントレックス
- KDDI・ソフトバンク基盤 : KDDI・ソフトバンクのアクセス回線およびソフトバンクのADSLで主に提供される。
  - BIGLOBE
  - @nifty (@nifty フォン-K サービス終了)
  - ODN
  - au one net
  - ドリーム・トレイン・インターネット
  - 電算
- BBフォン : Yahoo! BB利用のアクセス回線で主に提供される。
- アルテリア・ネットワークス (旧・(2代目)UCOMより継承)基盤
  - 初代UCOM傘下にメディア (企業)があった（初代法人が吸収合併）。大塚商会・フォーバル・モーラネットなどに基盤提供。